# Abraham Kuenen

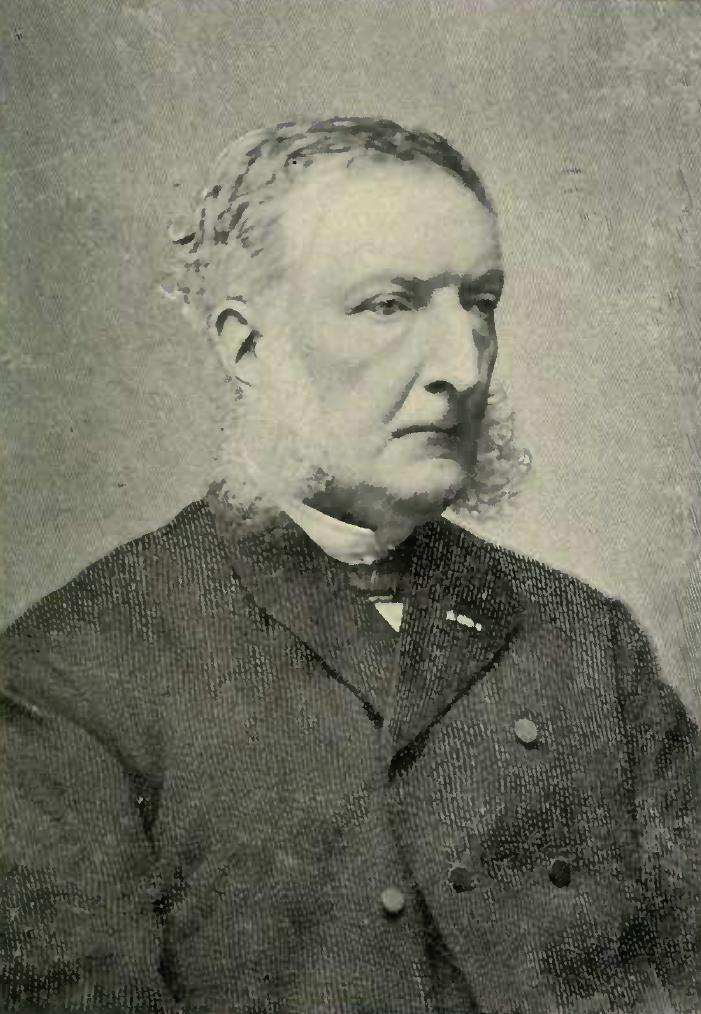
Abraham Kuenen

Abraham Kuenen (Haarlem, 16 september 1828 - Leiden, 10 december 1891) was een Nederlands protestants theoloog, exegeet en oudtestamenticus.
Kuenen werd geboren als zoon van de Haarlemse apotheker Johannes Petrus Kuenen en diens echtgenote Catharina Susanna Maria Rutgers. In 1851 promoveerde hij aan de Rijksuniversiteit Leiden op een proefschrift over de Pentateuch. Van 1849 tot 1852 was Kuenen docent Hebreeuws aan het Stedelijk Gymnasium Leiden. Hij werd daarna hoogleraar te Leiden in de geschiedenis van de Boeken van het Oude Testament en de godsdienst van Israël. Kuenen was baanbrekend op het gebied van de historische kritiek op het Oude Testament, en droeg bij aan de documentaire hypothese.
Kuenen was stichter van de moderne richting van de zogenaamde Hollandse School. Hij had de leiding over de vertaling van het Oude Testament wat betreft de Leidsche Vertaling.
De natuurkundige Johannes Petrus Kuenen was zijn zoon, en de geoloog Philip Henry Kuenen zijn kleinzoon.

## Publicaties (selectie)
- De Godsdienst van Israël (1869)
- Historisch-critisch onderzoek naar het ontstaan en de verzameling van de boeken des O.T. (1889)

## Referentie
- In memoriam, door H. Oort. Eigen Haard, 1892, aflevering 1. Lees of download dit artikel als ePub in de collectie van de Atlas Van Stolk.

- Bibliothèque nationale de France: cb13529751v (data)
- Biografisch Portaal: 07683744
- Digitale Bibliotheek voor de Nederlandse Letteren: kuen001
- Gemeinsame Normdatei: 119076357
- International Standard Name Identifier: 0000 0001 0929 4955
- Library of Congress Control Number: n79104606
- Nationale Bibliotheek van Tsjechië: zmp20201061817
- Nationale Bibliotheek van Israël: 987007305753905171
- Nationale Bibliotheek van Polen: a0000002618542
- Nederlandse Thesaurus van Auteursnamen: 068926111
- SNAC: w68f39n5
- Système universitaire de documentation: 032089813
- Trove: 1198058
- Virtual International Authority File: 102316674
- WorldCat: E39PBJpv37HpTwdbWrRmCtCbBP